# Pagara (Arctiidae)
Pagara (Arctiidae) é um gênero de traça pertencente à família Arctiidae.